# Catagonium complanatum
Catagonium complanatum är en bladmossart som först beskrevs av Jules Cardot och Brotherus, och fick sitt nu gällande namn av Brotherus 1925. Catagonium complanatum ingår i släktet Catagonium och familjen Hypnaceae. Inga underarter finns listade i Catalogue of Life.